# Victor Nsofor Obinna
Victor Nsofor Obinna (* 25. března 1987, Jos) je nigerijský fotbalový útočník momentálně působící ve španělském klubu Málaga CF.

## Klubová kariéra
S fotbalem začínal ve vlasti, v klubech Plateau United FC, Kwara United FC a Enyimba International FC. Při štaci v posledně jmenovaném klubu byl v hledáčku několika předních italských klubů jako Inter Milán, Perugia Calcio nebo Juventus Turín, nakonec však měl nakročeno do brazilského Internacional FC, z dohody však sešlo.
Působiště tak nakonec našel přece jen v Itálii, a to v klubu AC ChievoVerona. Hrál zde až do roku 2008 a stal se oporou týmu. Postoupil s ním i do nejvyšší italské soutěže a odbyl si i premíru v nigerijské reprezentaci. V roce 2007 měl autonehodu, ze které vyvázl jen s menšími zraněními. Paradoxem však je, že prakticky na stejném místě 5 let před ním při nehodě zemřel jiný hráč Chieva, Jason Mayélé.
V roce 2008 se nakonec přece jen stěhoval do Interu Milán. Hrál však především jen za rezervní tým a v roce 2009 byl poslán na hostování do Málagy.

## Reprezentační kariéra
Jako člen reprezentace se účastnil Afrického poháru národů 2006, kde se tým Nigérie probojoval do semifinále. Je také členem národního týmu do 23 let, který na olympiádě v Pekingu 2008 získal stříbrné medaile.